# Françoise Nyssen

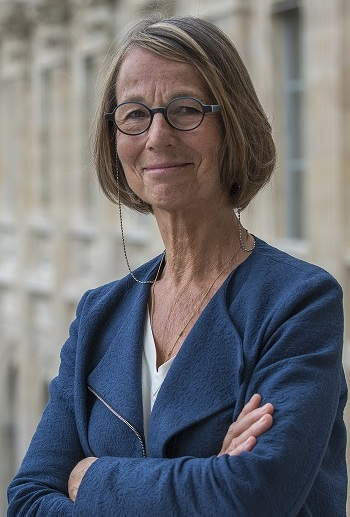
Françoise Nyssen en 2017.

Françoise Nyssen, nacida el 9 de junio de 1951 en Etterbeek (Bélgica), es una editora francesa de origen belga, codirectora de Actes Sud (editorial fundada por su padre, Hubert Nyssen). El 17 de mayo de 2017 es nombrada ministra de Cultura del gabinete de Édouard Philippe, bajo la presidencia de Emmanuel Macron.

## Biografía
Françoise Nyssen, nace en Bruselas.
Licenciada en Química por la Universidad Libre de Bruselas, Françoise Nyssen también es diplomada en Urbanismo. Trabajó como profesora agregada en la enseñanza secundaria y fue responsable de la dirección de Arquitectura en el ministerio belga de Medioambiente.
En 1980, empieza a trabajar en el mundo editorial, primero como socia y presidenta de la cooperativa de edición de Paradou. En 1987, se convierte en socia y presidenta del consejo de la editorial Actes Sud, fundada por su padre Hubert Nyssen, y radicada en Arlés y París (Saint-Germain-des-Prés, rue Séguier).
El 17 de mayo de 2017 es nombrada ministra de Cultura del gobierno de Édouard Philippe, tras alcanzar Emmanuel Macron la presidencia de la República.